# Svenska mästerskapen i kortbanesimning 2022
Svenska mästerskapen i kortbanesimning 2022 ägde rum den 23–27 november i Eriksdalsbadet i Stockholm. Det var den 69:e upplagan av kortbane-SM.
Junior-SM i kortbana avgjordes samtidigt och medaljörerna utsågs i försöksheaten i de olika individuella grenarna. Lagkapperna simmades dock separat.

## Program
Tävlingarna avgjordes under fem dagar, med ett morgon- och ett kvällspass varje dag.
| Tid    | Gren                                 |
| Pass 1 | Pass 1                               |
| ------ | ------------------------------------ |
| 09:30  | 400 m frisim damer, försök           |
| 09:53  | 200 m medley herrar, försök          |
| 10:10  | 100 m medley damer, försök           |
| 10:23  | 100 m fjärilsim herrar, försök       |
| 10:34  | 50 m fjärilsim damer, försök         |
| 10:49  | 100 m bröstsim herrar, försök        |
| 11:07  | 200 m bröstsim damer, försök         |
| 11:26  | 4×50 m frisim herrar, final juniorer |
| 11:40  | 4×200 m frisim damer, final juniorer |
| 12:21  | 800 m frisim herrar, final           |
| 13:11  | 50 m fjärilsim damer, omsimning      |
| Pass 2 |                                      |
| 17:30  | 400 m frisim damer, final            |
| 17:37  | 200 m medley herrar, final           |
| 17:46  | 100 m medley damer, final            |
| 17:56  | 100 m fjärilsim herrar, final        |
| 18:03  | 50 m fjärilsim damer, final          |
| 18:12  | 100 m bröstsim herrar, final         |
| 18:19  | 200 m bröstsim damer, final          |
| 18:28  | 800 m frisim herrar, final 2         |
| 18:45  | 4×200 m frisim damer, final          |
| 19:20  | 4×50 m frisim herrar, final          |

| Tid    | Gren                                  |
| Pass 3 | Pass 3                                |
| ------ | ------------------------------------- |
| 09:30  | 400 m frisim herrar, försök           |
| 09:57  | 200 m medley damer, försök            |
| 10:12  | 100 m medley herrar, försök           |
| 10:26  | 100 m fjärilsim damer, försök         |
| 10:41  | 50 m fjärilsim herrar, försök         |
| 10:57  | 100 m bröstsim damer, försök          |
| 11:09  | 200 m bröstsim herrar, försök         |
| 11:34  | 4×50 m frisim damer, final juniorer   |
| 11:49  | 4×200 m frisim herrar, final juniorer |
| 12:27  | 800 m frisim damer, final             |
| Pass 4 |                                       |
| 17:30  | 400 m frisim herrar, final            |
| 17:36  | 200 m medley damer, final             |
| 17:46  | 100 m medley herrar, final            |
| 17:56  | 100 m fjärilsim damer, final          |
| 18:03  | 50 m fjärilsim herrar, final          |
| 18:12  | 100 m bröstsim damer, final           |
| 18:19  | 200 m bröstsim herrar, final          |
| 18:28  | 800 m frisim damer, final 2           |
| 18:46  | 4×200 m frisim herrar, final          |
| 19:18  | 4×50 m frisim damer, final            |

| Tid    | Gren                                  |
| Pass 5 | Pass 5                                |
| ------ | ------------------------------------- |
| 09:30  | 200 m fjärilsim herrar, försök        |
| 09:44  | 200 m frisim damer, försök            |
| 10:01  | 50 m frisim herrar, försök            |
| 10:20  | 50 m bröstsim damer, försök           |
| 10:30  | 100 m ryggsim herrar, försök          |
| 10:47  | 200 m ryggsim damer, försök           |
| 11:12  | 4×100 m frisim herrar, final juniorer |
| 11:34  | 4×50 m medley damer, final juniorer   |
| 11:54  | 1 500 m frisim herrar, final          |
| Pass 6 |                                       |
| 17:30  | 200 m fjärilsim herrar, final         |
| 17:39  | 200 m frisim damer, final             |
| 17:49  | 50 m frisim herrar, final             |
| 17:59  | 50 m bröstsim damer, final            |
| 18:05  | 100 m ryggsim herrar, final           |
| 18:16  | 200 m ryggsim damer, final            |
| 18:26  | 1 500 m frisim herrar, final 2        |
| 18:49  | 4×50 m medley damer, final            |
| 19:04  | 4×100 m frisim herrar, final          |

| Tid    | Gren                                 |
| Pass 7 | Pass 7                               |
| ------ | ------------------------------------ |
| 09:30  | 200 m fjärilsim damer, försök        |
| 09:48  | 200 m frisim herrar, försök          |
| 10:04  | 50 m frisim damer, försök            |
| 10:21  | 50 m bröstsim herrar, försök         |
| 10:38  | 100 m ryggsim damer, försök          |
| 10:50  | 200 m ryggsim herrar, försök         |
| 11:14  | 4×100 m frisim damer, final juniorer |
| 11:38  | 4×50 m medley herrar, final juniorer |
| 11:55  | 1 500 m frisim damer, final          |
| Pass 8 |                                      |
| 17:30  | 200 m fjärilsim damer, final         |
| 17:40  | 200 m frisim herrar, final           |
| 17:48  | 50 m frisim damer, final             |
| 17:58  | 50 m bröstsim herrar, final          |
| 18:04  | 100 m ryggsim damer, final           |
| 18:15  | 200 m ryggsim herrar, final          |
| 18:24  | 1 500 m frisim damer, final 2        |
| 18:48  | 4×50 m medley herrar, final          |
| 19:02  | 4×100 m frisim damer, final          |

| Tid     | Gren                                  |
| Pass 9  | Pass 9                                |
| ------- | ------------------------------------- |
| 09:30   | 100 m frisim damer, försök            |
| 09:43   | 100 m frisim herrar, försök           |
| 09:58   | 400 m medley damer, försök            |
| 10:28   | 400 m medley herrar, försök           |
| 10:58   | 50 m ryggsim damer, försök            |
| 11:07   | 50 m ryggsim herrar, försök           |
| 11:26   | 4×100 m medley damer, final juniorer  |
| 11:52   | 4×100 m medley herrar, final juniorer |
| Pass 10 |                                       |
| 17:00   | 100 m frisim damer, final             |
| 17:07   | 100 m frisim herrar, final            |
| 17:13   | 400 m medley damer, final             |
| 17:25   | 400 m medley herrar, final            |
| 17:32   | 50 m ryggsim damer, final             |
| 17:38   | 50 m ryggsim herrar, final            |
| 17:50   | 4×100 m medley damer, final           |
| 18:12   | 4×100 m medley herrar, final          |

## Medaljsummering

### Damer
| Gren            | Guld                                                                                        | Guld                                                                                        | Silver                                                                                          | Silver                                                                                          | Brons                                                                                               | Brons                                                                                               |
| 50 m frisim     | Michelle Coleman 23,87                                                                      | Spårvägen SF                                                                                | Sara Junevik 24,40                                                                              | Falu SS                                                                                         | Sofia Åstedt 24,77                                                                                  | SK Elfsborg                                                                                         |
| 100 m frisim    | Michelle Coleman 52,61                                                                      | Spårvägen SF                                                                                | Sofia Åstedt 54,09                                                                              | SK Elfsborg                                                                                     | Elvira Mörtstrand 54,73                                                                             | Västerås SS                                                                                         |
| 200 m frisim    | Sara Junevik 1.56,65                                                                        | Falu SS                                                                                     | Sofia Åstedt 1.57,59                                                                            | SK Elfsborg                                                                                     | Hanna Bergman 1.57,72                                                                               | SK Poseidon                                                                                         |
| 400 m frisim    | Thilda Häll 4.07,43                                                                         | SK Elfsborg                                                                                 | Annie Hegmegi 4.15,31                                                                           | Jönköpings SS                                                                                   | Elvira Mörtstrand 4.15,35                                                                           | Västerås SS                                                                                         |
| 800 m frisim    | Thilda Häll 8.32,40                                                                         | SK Elfsborg                                                                                 | Christine Ekman 8.49,56                                                                         | SK Neptun                                                                                       | Moa Holmquist 8.54,00                                                                               | Jönköpings SS                                                                                       |
| 1 500 m frisim  | Thilda Häll 16.15,68 0NRJ0                                                                  | SK Elfsborg                                                                                 | Christine Ekman 16.56,48                                                                        | SK Neptun                                                                                       | Emma Magnusson 17.08,86                                                                             | Linköpings Allmänna SS                                                                              |
| 50 m fjärilsim  | Sara Junevik 25,40                                                                          | Falu SS                                                                                     | Ida Liljeqvist 26,23                                                                            | Helsingborgs S                                                                                  | Emmy Hällkvist 26,62 SR14                                                                           | Täby Sim                                                                                            |
| 100 m fjärilsim | Sara Junevik 56,84                                                                          | Falu SS                                                                                     | Emmy Hällkvist 58,97 SR14                                                                       | Täby Sim                                                                                        | Ida Liljeqvist 59,40                                                                                | Helsingborgs S                                                                                      |
| 200 m fjärilsim | Annie Hegmegi 2.11,78                                                                       | Jönköpings SS                                                                               | Mellie Wijk 2.14,66                                                                             | SK Laxen                                                                                        | Kiira Mauranen 2.15,90                                                                              | SK Neptun                                                                                           |
| 50 m ryggsim    | Hanna Rosvall 26,75                                                                         | Helsingborgs S                                                                              | Alice Velden 27,58                                                                              | Solna Sundbyberg SS 04                                                                          | Ida Liljeqvist 27,85                                                                                | Helsingborgs S                                                                                      |
| 100 m ryggsim   | Hanna Rosvall 57,09                                                                         | Helsingborgs S                                                                              | Lisa Nystrand 1.00,78                                                                           | SK Neptun                                                                                       | Trine Forss 1.00,79                                                                                 | Jönköpings SS                                                                                       |
| 200 m ryggsim   | Hanna Rosvall 2.07,41                                                                       | Helsingborgs S                                                                              | Annie Hegmegi 2.10,09                                                                           | Jönköpings SS                                                                                   | Elise Öberg 2.10,79                                                                                 | Njurunda SS                                                                                         |
| 50 m bröstsim   | Klara Thormalm 29,87                                                                        | Jönköpings SS                                                                               | Emelie Fast 30,32                                                                               | Södertörns SS                                                                                   | Olivia Klint Ipsa 31,04                                                                             | Kristianstads SLS                                                                                   |
| 100 m bröstsim  | Klara Thormalm 1.05,23                                                                      | Jönköpings SS                                                                               | Olivia Klint Ipsa 1.06,55                                                                       | Kristianstads SLS                                                                               | Emelie Fast 1.06,80                                                                                 | Södertörns SS                                                                                       |
| 200 m bröstsim  | Olivia Klint Ipsa 2.22,22                                                                   | Kristianstads SLS                                                                           | Klara Thormalm 2.22,36                                                                          | Jönköpings SS                                                                                   | Lisa Nystrand 2.24,49                                                                               | SK Neptun                                                                                           |
| 100 m medley    | Emelie Fast 59,92                                                                           | Södertörns SS                                                                               | Hanna Bergman 1.00,05                                                                           | SK Poseidon                                                                                     | Mathilda Sandberg 1.02,47                                                                           | Täby Sim                                                                                            |
| 200 m medley    | Hanna Bergman 2.11,26                                                                       | SK Poseidon                                                                                 | Lisa Nystrand 2.11,79                                                                           | SK Neptun                                                                                       | Emelie Fast 2.12,11                                                                                 | Södertörns SS                                                                                       |
| 400 m medley    | Lisa Nystrand 4.39,03 SR16                                                                  | SK Neptun                                                                                   | Annie Hegmegi 4.42,35                                                                           | Jönköpings SS                                                                                   | Tea Winblad 4.48,66                                                                                 | Malmö KK                                                                                            |
| 4×50 m frisim   | Södertörns SS 1.41,37                                                                       | Södertörns SS 1.41,37                                                                       | Linköpings Allmänna SS 1.43,26                                                                  | Linköpings Allmänna SS 1.43,26                                                                  | Helsingborgs S 1.43,65                                                                              | Helsingborgs S 1.43,65                                                                              |
| 4×50 m frisim   | Sarah Sjöström (23,59) Emelie Fast (25,01) Vilma Unnermark (26,42) Stella Svensson (26,35)  | Sarah Sjöström (23,59) Emelie Fast (25,01) Vilma Unnermark (26,42) Stella Svensson (26,35)  | Olivia Gustafsson (27,02) Sofia Henell (24,95) Emma Magnusson (25,56) Miranda Arvidsson (25,73) | Olivia Gustafsson (27,02) Sofia Henell (24,95) Emma Magnusson (25,56) Miranda Arvidsson (25,73) | Ida Liljeqvist (25,62) Hanna Rosvall (25,32) Angelina Agrell (26,54) Vega Vollmer (26,17)           | Ida Liljeqvist (25,62) Hanna Rosvall (25,32) Angelina Agrell (26,54) Vega Vollmer (26,17)           |
| 4×100 m frisim  | Södertörns SS 3.43,12                                                                       | Södertörns SS 3.43,12                                                                       | Helsingborgs S 3.46,07                                                                          | Helsingborgs S 3.46,07                                                                          | SK Elfsborg 3.47,39                                                                                 | SK Elfsborg 3.47,39                                                                                 |
| 4×100 m frisim  | Emelie Fast (54,50) Sarah Sjöström (52,15) Stella Svensson (59,19) Vilma Unnermark (57,28)  | Emelie Fast (54,50) Sarah Sjöström (52,15) Stella Svensson (59,19) Vilma Unnermark (57,28)  | Vega Vollmer (57,23) Hanna Rosvall (54,82) Ida Liljeqvist (56,32) Angelina Agrell (57,70)       | Vega Vollmer (57,23) Hanna Rosvall (54,82) Ida Liljeqvist (56,32) Angelina Agrell (57,70)       | Sofia Åstedt (54,04) Amanda Böhrén (58,14) Thilda Häll (56,70) Clara Sandberg (58,51)               | Sofia Åstedt (54,04) Amanda Böhrén (58,14) Thilda Häll (56,70) Clara Sandberg (58,51)               |
| 4×200 m frisim  | SK Elfsborg 8.12,68                                                                         | SK Elfsborg 8.12,68                                                                         | SK Poseidon 8.13,29                                                                             | SK Poseidon 8.13,29                                                                             | Linköpings Allmänna SS 8.16,50                                                                      | Linköpings Allmänna SS 8.16,50                                                                      |
| 4×200 m frisim  | Sofia Åstedt (1.58,99) Emma Varga (2.05,37) Amanda Böhrén (2.11,10) Thilda Häll (1.57,22)   | Sofia Åstedt (1.58,99) Emma Varga (2.05,37) Amanda Böhrén (2.11,10) Thilda Häll (1.57,22)   | Elin Melin (2.05,16) Hanna Bergman (1.56,94) Ella Gutenwik (2.04,79) Clara Steen (2.06,40)      | Elin Melin (2.05,16) Hanna Bergman (1.56,94) Ella Gutenwik (2.04,79) Clara Steen (2.06,40)      | Miranda Arvidsson (2.04,69) Emma Magnusson (2.03,32) Sofia Henell (2.03,26) Vera Karlsson (2.05,23) | Miranda Arvidsson (2.04,69) Emma Magnusson (2.03,32) Sofia Henell (2.03,26) Vera Karlsson (2.05,23) |
| 4×50 m medley   | Helsingborgs S 1.50,68                                                                      | Helsingborgs S 1.50,68                                                                      | Södertörns SS 1.51,38                                                                           | Södertörns SS 1.51,38                                                                           | Jönköpings SS 1.52,04                                                                               | Jönköpings SS 1.52,04                                                                               |
| 4×50 m medley   | Hanna Rosvall (26,85) Ebba Holgersson (31,45) Ida Liljeqvist (25,81) Vega Vollmer (26,57)   | Hanna Rosvall (26,85) Ebba Holgersson (31,45) Ida Liljeqvist (25,81) Vega Vollmer (26,57)   | Vilma Unnermark (29,37) Emelie Fast (30,10) Sarah Sjöström (24,74) Alva Qvist (27,17)           | Vilma Unnermark (29,37) Emelie Fast (30,10) Sarah Sjöström (24,74) Alva Qvist (27,17)           | Trine Forss (28,07) Klara Thormalm (29,87) Annie Hegmegi (27,47) Moa Holmquist (26,63)              | Trine Forss (28,07) Klara Thormalm (29,87) Annie Hegmegi (27,47) Moa Holmquist (26,63)              |
| 4×100 m medley  | Helsingborgs S 4.01,44                                                                      | Helsingborgs S 4.01,44                                                                      | Jönköpings SS 4.08,30                                                                           | Jönköpings SS 4.08,30                                                                           | Spårvägen SF 4.08,48                                                                                | Spårvägen SF 4.08,48                                                                                |
| 4×100 m medley  | Hanna Rosvall (57,28) Ebba Holgersson (1.08,26) Ida Liljeqvist (58,87) Vega Vollmer (57,03) | Hanna Rosvall (57,28) Ebba Holgersson (1.08,26) Ida Liljeqvist (58,87) Vega Vollmer (57,03) | Trine Forss (1.01,64) Saga Boråker (1.08,20) Annie Hegmegi (1.01,38) Moa Holmquist (57,08)      | Trine Forss (1.01,64) Saga Boråker (1.08,20) Annie Hegmegi (1.01,38) Moa Holmquist (57,08)      | Linnea Gipperth (1.02,45) Tone Sandsjö (1.09,43) Alma Thunberg (1.04,39) Michelle Coleman (52,21)   | Linnea Gipperth (1.02,45) Tone Sandsjö (1.09,43) Alma Thunberg (1.04,39) Michelle Coleman (52,21)   |

### Herrar
| Gren            | Guld                                                                                               | Guld                                                                                               | Silver                                                                                              | Silver                                                                                              | Brons                                                                                          | Brons                                                                                          |
| 50 m frisim     | Elias Persson 21,85                                                                                | Malmö KK                                                                                           | Jacob Danielsson 22,06                                                                              | Stockholmspolisens IF                                                                               | Isak Eliasson 22,09                                                                            | Spårvägen SF                                                                                   |
| 100 m frisim    | Isak Eliasson 47,50                                                                                | Spårvägen SF                                                                                       | Elias Persson 47,64                                                                                 | Malmö KK                                                                                            | Jonathan Kling 48,87                                                                           | Spårvägen SF                                                                                   |
| 200 m frisim    | Isak Eliasson 1.45,02                                                                              | Spårvägen SF                                                                                       | Elias Persson 1.45,53                                                                               | Malmö KK                                                                                            | Gustav Olsson 1.48,02                                                                          | Malmö KK                                                                                       |
| 400 m frisim    | Elias Persson 3.50,96                                                                              | Malmö KK                                                                                           | Lucas Humling 3.54,56                                                                               | Linköpings Allmänna SS                                                                              | Adam Karlsson 3.55,56                                                                          | Spårvägen SF                                                                                   |
| 800 m frisim    | Lucas Humling 8.10,74                                                                              | Linköpings Allmänna SS                                                                             | William Barkehed 8.17,40                                                                            | Linköpings Allmänna SS                                                                              | Anton Jansson 8.18,27                                                                          | SK Poseidon                                                                                    |
| 1 500 m frisim  | Elliot Sodemann 15.45,59                                                                           | Malmö KK                                                                                           | Lucas Humling 15.51,75                                                                              | Linköpings Allmänna SS                                                                              | Adam Karlsson 15.53,31                                                                         | Spårvägen SF                                                                                   |
| 50 m fjärilsim  | Oskar Hoff 23,12                                                                                   | Landskrona S                                                                                       | Albin Lövgren 23,48                                                                                 | Jönköpings SS                                                                                       | Emil Hassling 23,49                                                                            | Landskrona S                                                                                   |
| 100 m fjärilsim | Oskar Hoff 50,86 0MR0                                                                              | Landskrona S                                                                                       | Albin Lövgren 52,14                                                                                 | Jönköpings SS                                                                                       | Melker Rosengren 53,44                                                                         | Väsby SS                                                                                       |
| 200 m fjärilsim | Victor Klingeryd Jalamo 1.56,23                                                                    | Helsingborgs S                                                                                     | Gustav Olsson 1.57,68                                                                               | Malmö KK                                                                                            | Henrik Kraemer 2.03,06                                                                         | SK Elfsborg                                                                                    |
| 50 m ryggsim    | Oskar Hoff 24,13                                                                                   | Landskrona S                                                                                       | Samuel Törnqvist 24,36                                                                              | Spårvägen SF                                                                                        | Olle Sköld 25,52                                                                               | SK Neptun                                                                                      |
| 100 m ryggsim   | Samuel Törnqvist 52,52                                                                             | Spårvägen SF                                                                                       | Oskar Hoff 52,92                                                                                    | Landskrona S                                                                                        | Emil Hassling 54,73                                                                            | Landskrona S                                                                                   |
| 200 m ryggsim   | Samuel Törnqvist 1.55,28                                                                           | Spårvägen SF                                                                                       | Adi Ramovic 1.59,97                                                                                 | Upsala S                                                                                            | Martin Falk 2.00,10                                                                            | Linköpings Allmänna SS                                                                         |
| 50 m bröstsim   | Oskar Hoff 26,86                                                                                   | Landskrona S                                                                                       | Erik Persson 27,25                                                                                  | Kungsbacka SS                                                                                       | Erik Kähr 27,40                                                                                | SK Neptun                                                                                      |
| 100 m bröstsim  | Erik Persson 58,49                                                                                 | Kungsbacka SS                                                                                      | Emil Hassling 1.00,20                                                                               | Landskrona S                                                                                        | Daniel Kertes 1.00,24                                                                          | Helsingborgs S                                                                                 |
| 200 m bröstsim  | Erik Persson 2.05,27                                                                               | Kungsbacka SS                                                                                      | Karl Frylmark 2.12,11                                                                               | Väsby SS                                                                                            | Emil Hassling 2.12,30                                                                          | Landskrona S                                                                                   |
| 100 m medley    | Oskar Hoff 52,62 0MR0                                                                              | Landskrona S                                                                                       | Simon Sjödin 52,81                                                                                  | SK Neptun                                                                                           | Samuel Törnqvist 54,63                                                                         | Spårvägen SF                                                                                   |
| 200 m medley    | Simon Sjödin 1.56,40                                                                               | SK Neptun                                                                                          | Samuel Törnqvist 1.58,01                                                                            | Spårvägen SF                                                                                        | Dante Vollmer 2.02,01                                                                          | Helsingborgs S                                                                                 |
| 400 m medley    | Filip Salbrink 4.22,70                                                                             | SK Poseidon                                                                                        | Axel Gladher 4.23,51                                                                                | Karlskrona SS                                                                                       | Martin Falk 4.24,72                                                                            | Linköpings Allmänna SS                                                                         |
| 4×50 m frisim   | Spårvägen SF 1.28,60                                                                               | Spårvägen SF 1.28,60                                                                               | SK Neptun 1.28,95                                                                                   | SK Neptun 1.28,95                                                                                   | Stockholmspolisens IF 1.30,28                                                                  | Stockholmspolisens IF 1.30,28                                                                  |
| 4×50 m frisim   | Isak Eliasson (21,78) Jonathan Kling (21,83) Rasmus Hanson (22,33) Samuel Törnqvist (22,66)        | Isak Eliasson (21,78) Jonathan Kling (21,83) Rasmus Hanson (22,33) Samuel Törnqvist (22,66)        | Pontus Flodqvist (22,93) Jesper Jonsson (22,00) Simon Sjödin (21,42) Olle Sköld (22,60)             | Pontus Flodqvist (22,93) Jesper Jonsson (22,00) Simon Sjödin (21,42) Olle Sköld (22,60)             | Jacob Danielsson (22,06) Erik Falk (22,15) Daniel Ruijs (23,36) Erik Brandt (22,71)            | Jacob Danielsson (22,06) Erik Falk (22,15) Daniel Ruijs (23,36) Erik Brandt (22,71)            |
| 4×100 m frisim  | Spårvägen SF 3.14,77                                                                               | Spårvägen SF 3.14,77                                                                               | Malmö KK 3.16,11                                                                                    | Malmö KK 3.16,11                                                                                    | SK Neptun 3.17,14                                                                              | SK Neptun 3.17,14                                                                              |
| 4×100 m frisim  | Jonathan Kling (49,17) Isak Eliasson (47,31) Rasmus Hanson (49,77) Samuel Törnqvist (48,52)        | Jonathan Kling (49,17) Isak Eliasson (47,31) Rasmus Hanson (49,77) Samuel Törnqvist (48,52)        | Gustav Olsson (49,17) Elias Persson (47,32) Emil Svensson (50,49) Hugo Stenskepp (49,13)            | Gustav Olsson (49,17) Elias Persson (47,32) Emil Svensson (50,49) Hugo Stenskepp (49,13)            | Tim Rogersson (49,83) Simon Sjödin (47,76) Olle Sköld (49,83) Jesper Jonsson (49.72)           | Tim Rogersson (49,83) Simon Sjödin (47,76) Olle Sköld (49,83) Jesper Jonsson (49.72)           |
| 4×200 m frisim  | Spårvägen SF 7.13,49                                                                               | Spårvägen SF 7.13,49                                                                               | Malmö KK 7.17,33                                                                                    | Malmö KK 7.17,33                                                                                    | SK Neptun 7.19,38                                                                              | SK Neptun 7.19,38                                                                              |
| 4×200 m frisim  | Isak Eliasson (1.45,09) Rasmus Hanson (1.50,33) Adam Karlsson (1.51,54) Samuel Törnqvist (1.46,53) | Isak Eliasson (1.45,09) Rasmus Hanson (1.50,33) Adam Karlsson (1.51,54) Samuel Törnqvist (1.46,53) | Gustav Olsson (1.47,21) Elias Persson (1.46,08) Marcus Kindberg (1.51,45) Anton Andersson (1.52,59) | Gustav Olsson (1.47,21) Elias Persson (1.46,08) Marcus Kindberg (1.51,45) Anton Andersson (1.52,59) | Morris Martin (1.52,20) Simon Sjödin (1.46,84) Kristian Kron (1.52,95) Tim Rogersson (1.47,39) | Morris Martin (1.52,20) Simon Sjödin (1.46,84) Kristian Kron (1.52,95) Tim Rogersson (1.47,39) |
| 4×50 m medley   | SK Neptun 1.37,00                                                                                  | SK Neptun 1.37,00                                                                                  | Spårvägen SF 1.37,31                                                                                | Spårvägen SF 1.37,31                                                                                | Malmö KK 1.38,41                                                                               | Malmö KK 1.38,41                                                                               |
| 4×50 m medley   | Simon Sjödin (24,76) Erik Kähr (26,59) Jesper Jonsson (23,45) Tim Rogersson (22,20)                | Simon Sjödin (24,76) Erik Kähr (26,59) Jesper Jonsson (23,45) Tim Rogersson (22,20)                | Samuel Törnqvist (24,56) Isak Eliasson (27,61) Jonathan Kling (23,10) Rasmus Hanson (22,04)         | Samuel Törnqvist (24,56) Isak Eliasson (27,61) Jonathan Kling (23,10) Rasmus Hanson (22,04)         | Gustav Olsson (25,40) Axel Andrén (27,90) Hugo Stenskepp (23,23) Elias Persson (21,88)         | Gustav Olsson (25,40) Axel Andrén (27,90) Hugo Stenskepp (23,23) Elias Persson (21,88)         |
| 4×100 m medley  | Spårvägen SF 3.36,25                                                                               | Spårvägen SF 3.36,25                                                                               | SK Neptun 3.36,82                                                                                   | SK Neptun 3.36,82                                                                                   | Landskrona S 3.37,12                                                                           | Landskrona S 3.37,12                                                                           |
| 4×100 m medley  | Samuel Törnqvist (52,57) David Kaspervik (1.03,43) Jonathan Kling (53,40) Isak Eliasson (46,85)    | Samuel Törnqvist (52,57) David Kaspervik (1.03,43) Jonathan Kling (53,40) Isak Eliasson (46,85)    | Simon Sjödin (52,50) Markus Charlton (1.02,23) Jesper Jonsson (52,68) Tim Rogersson (49,41)         | Simon Sjödin (52,50) Markus Charlton (1.02,23) Jesper Jonsson (52,68) Tim Rogersson (49,41)         | Christoffer Dellhede (55,75) Emil Hassling (59,46) Oskar Hoff (50,75) Ted Nilsson (51,16)      | Christoffer Dellhede (55,75) Emil Hassling (59,46) Oskar Hoff (50,75) Ted Nilsson (51,16)      |

## Junior-SM

### Damer
| Gren            | Guld                                                                                          | Guld                                                                                          | Silver                                                                                            | Silver                                                                                            | Brons | Brons |
| 50 m frisim     | Sofia Åstedt 25,07                                                                            | SK Elfsborg                                                                                   | Elvira Mörtstrand 25,63                                                                           | Västerås SS                                                                                       | Kristina Orban 25,64                                                                                     | Malmö KK                                                                                                 |
| 100 m frisim    | Sofia Åstedt 54,56                                                                            | SK Elfsborg                                                                                   | Elvira Mörtstrand 54,81                                                                           | Västerås SS                                                                                       | Emmy Hällkvist 55,83 SR14                                                                                | Täby Sim                                                                                                 |
| 200 m frisim    | Sofia Åstedt 1.59,28 Thilda Häll 1.59,28                                                      | SK Elfsborg                                                                                   | Ingen medaljör                                                                                    | Ingen medaljör                                                                                    | Elvira Mörtstrand 1.59,86                                                                                | Västerås SS                                                                                              |
| 400 m frisim    | Thilda Häll 4.13,70                                                                           | SK Elfsborg                                                                                   | Annie Hegmegi 4.16,50                                                                             | Jönköpings SS                                                                                     | Elvira Mörtstrand 4.17,29                                                                                | Västerås SS                                                                                              |
| 800 m frisim    | Thilda Häll 8.32,40                                                                           | SK Elfsborg                                                                                   | Moa Holmquist 8.54,00                                                                             | Jönköpings SS                                                                                     | Julia Arildsson 9.07,53                                                                                  | Linköpings Allmänna SS                                                                                   |
| 1 500 m frisim  | Thilda Häll 16.15,68 0NRJ0                                                                    | SK Elfsborg                                                                                   | Thilde Smedbäck 17.24,76                                                                          | Linköpings Allmänna SS                                                                            | Julia Arildsson 17.41,25                                                                                 | Linköpings Allmänna SS                                                                                   |
| 50 m fjärilsim  | Emmy Hällkvist 26,86                                                                          | Täby Sim                                                                                      | Mathilda Sandberg 27,02                                                                           | Täby Sim                                                                                          | Alice Velden 27,06                                                                                       | Solna Sundbyberg SS 04                                                                                   |
| 100 m fjärilsim | Emmy Hällkvist 59,37                                                                          | Täby Sim                                                                                      | Mathilda Sandberg 1.00,37                                                                         | Täby Sim                                                                                          | Kristina Orban 1.00,46                                                                                   | Malmö KK                                                                                                 |
| 200 m fjärilsim | Annie Hegmegi 2.13,93                                                                         | Jönköpings SS                                                                                 | Tea Winblad 2.17,14                                                                               | Malmö KK                                                                                          | Clara Steen 2.18,36                                                                                      | SK Poseidon                                                                                              |
| 50 m ryggsim    | Alice Velden 27,82                                                                            | Solna Sundbyberg SS 04                                                                        | Mathilda Sandberg 28,26                                                                           | Täby Sim                                                                                          | Trine Forss 28,41                                                                                        | Jönköpings SS                                                                                            |
| 100 m ryggsim   | Trine Forss 1.01,07                                                                           | Jönköpings SS                                                                                 | Lisa Nystrand 1.01,12                                                                             | SK Neptun                                                                                         | Annie Hegmegi 1.01,64                                                                                    | Jönköpings SS                                                                                            |
| 200 m ryggsim   | Annie Hegmegi 2.10,93                                                                         | Jönköpings SS                                                                                 | Lisa Nystrand 2.12,16                                                                             | SK Neptun                                                                                         | Linnea Gipperth 2.14,35                                                                                  | Spårvägen SF                                                                                             |
| 50 m bröstsim   | Emelie Fast 30,32                                                                             | Södertörns SS                                                                                 | Olivia Klint Ipsa 30,91                                                                           | Kristianstads SLS                                                                                 | Lisa Nystrand 31,64                                                                                      | SK Neptun                                                                                                |
| 100 m bröstsim  | Emelie Fast 1.06,29                                                                           | Södertörns SS                                                                                 | Olivia Klint Ipsa 1.06,63                                                                         | Kristianstads SLS                                                                                 | Lisa Nystrand 1.07,69                                                                                    | SK Neptun                                                                                                |
| 200 m bröstsim  | Olivia Klint Ipsa 2.22,47                                                                     | Kristianstads SLS                                                                             | Emelie Fast 2.24,21                                                                               | Södertörns SS                                                                                     | Lisa Nystrand 2.24,76                                                                                    | SK Neptun                                                                                                |
| 100 m medley    | Emelie Fast 59,77                                                                             | Södertörns SS                                                                                 | Mathilda Sandberg 1.02,73                                                                         | Täby Sim                                                                                          | Klara Lindqvist 1.03,26                                                                                  | Luleå SS                                                                                                 |
| 200 m medley    | Emelie Fast 2.12,23                                                                           | Södertörns SS                                                                                 | Lisa Nystrand 2.13,37                                                                             | SK Neptun                                                                                         | Annie Hegmegi 2.14,02                                                                                    | Jönköpings SS                                                                                            |
| 400 m medley    | Lisa Nystrand 4.42,36                                                                         | SK Neptun                                                                                     | Annie Hegmegi 4.43,56                                                                             | Jönköpings SS                                                                                     | Tea Winblad 4.49,57                                                                                      | Malmö KK                                                                                                 |
| 4×50 m frisim   | SK Elfsborg 1.43,63                                                                           | SK Elfsborg 1.43,63                                                                           | Täby Sim 1.44,61                                                                                  | Täby Sim 1.44,61                                                                                  | Malmö KK 1.46,08                                                                                         | Malmö KK 1.46,08                                                                                         |
| 4×50 m frisim   | Sofia Åstedt (25,24) Thilda Häll (25,38) Amanda Böhrén (26,33) Clara Sandberg (26,68)         | Sofia Åstedt (25,24) Thilda Häll (25,38) Amanda Böhrén (26,33) Clara Sandberg (26,68)         | Emmy Hällkvist (25,56) Mathilda Sandberg (25,70) Filippa Bolling (27,02) Tindra Karjanmaa (26,33) | Emmy Hällkvist (25,56) Mathilda Sandberg (25,70) Filippa Bolling (27,02) Tindra Karjanmaa (26,33) | Tea Winblad (26,99) Kristina Orban (25,52) Alicia Ekelund (26,62) Julia Osterman (26,95)                 | Tea Winblad (26,99) Kristina Orban (25,52) Alicia Ekelund (26,62) Julia Osterman (26,95)                 |
| 4×100 m frisim  | SK Elfsborg 3.47,54                                                                           | SK Elfsborg 3.47,54                                                                           | Täby Sim 3.48,79                                                                                  | Täby Sim 3.48,79                                                                                  | Jönköpings SS 3.50,19                                                                                    | Jönköpings SS 3.50,19                                                                                    |
| 4×100 m frisim  | Amanda Böhrén (58,85) Sofia Åstedt (54,13) Clara Sandberg (59,32) Thilda Häll (55,24)         | Amanda Böhrén (58,85) Sofia Åstedt (54,13) Clara Sandberg (59,32) Thilda Häll (55,24)         | Mathilda Sandberg (57,37) Tindra Karjanmaa (58,19) Emma Alsén (58,05) Emmy Hällkvist (55,18)      | Mathilda Sandberg (57,37) Tindra Karjanmaa (58,19) Emma Alsén (58,05) Emmy Hällkvist (55,18)      | Moa Holmquist (58,13) Annie Hegmegi (55,84) Trine Forss (57,41) Saga Boråker (58,81)                     | Moa Holmquist (58,13) Annie Hegmegi (55,84) Trine Forss (57,41) Saga Boråker (58,81)                     |
| 4×200 m frisim  | Jönköpings SS 8.17,14                                                                         | Jönköpings SS 8.17,14                                                                         | SK Elfsborg 8.20,58                                                                               | SK Elfsborg 8.20,58                                                                               | SK Neptun 8.26,23                                                                                        | SK Neptun 8.26,23                                                                                        |
| 4×200 m frisim  | Moa Holmquist (2.02,65) Ida Rudelius (2.08,57) Annie Hegmegi (1.59,90) Saga Boråker (2.06,02) | Moa Holmquist (2.02,65) Ida Rudelius (2.08,57) Annie Hegmegi (1.59,90) Saga Boråker (2.06,02) | Thilda Häll (1.59,00) Clara Sandberg (2.11,48) Sofia Åstedt (1.57,99) Amanda Böhrén (2.12,11)     | Thilda Häll (1.59,00) Clara Sandberg (2.11,48) Sofia Åstedt (1.57,99) Amanda Böhrén (2.12,11)     | Lisa Nystrand (2.01,21) Lovisa Ramsten (2.07,34) Felicia Klintemar (2.05,94) Amelia Gustafsson (2.11,74) | Lisa Nystrand (2.01,21) Lovisa Ramsten (2.07,34) Felicia Klintemar (2.05,94) Amelia Gustafsson (2.11,74) |
| 4×50 m medley   | Täby Sim 1.53,35                                                                              | Täby Sim 1.53,35                                                                              | Jönköpings SS 1.53,89                                                                             | Jönköpings SS 1.53,89                                                                             | Solna Sundbyberg SS 04 1.55,66                                                                           | Solna Sundbyberg SS 04 1.55,66                                                                           |
| 4×50 m medley   | Mathilda Sandberg (28,29) Moa Nyblom (32,08) Emmy Hällkvist (26,65) Tindra Karjanmaa (26,33)  | Mathilda Sandberg (28,29) Moa Nyblom (32,08) Emmy Hällkvist (26,65) Tindra Karjanmaa (26,33)  | Trine Forss (28,25) Saga Boråker (31,28) Annie Hegmegi (27,57) Moa Holmquist (26,79)              | Trine Forss (28,25) Saga Boråker (31,28) Annie Hegmegi (27,57) Moa Holmquist (26,79)              | Alice Velden (27,69) Leah Ishaq (32,71) Else Jomaa (29,24) Thea Bergström (26,02)                        | Alice Velden (27,69) Leah Ishaq (32,71) Else Jomaa (29,24) Thea Bergström (26,02)                        |
| 4×100 m medley  | Jönköpings SS 4.08,21                                                                         | Jönköpings SS 4.08,21                                                                         | Täby Sim 4.08,53                                                                                  | Täby Sim 4.08,53                                                                                  | SK Elfsborg 4.13,23                                                                                      | SK Elfsborg 4.13,23                                                                                      |
| 4×100 m medley  | Trine Forss (1.02,30) Saga Boråker (1.08,25) Annie Hegmegi (1.00,76) Moa Holmquist (56,90)    | Trine Forss (1.02,30) Saga Boråker (1.08,25) Annie Hegmegi (1.00,76) Moa Holmquist (56,90)    | Mathilda Sandberg (1.01,11) Moa Nyblom (1.11,74) Emmy Hällkvist (58,32) Tindra Karjanmaa (57,36)  | Mathilda Sandberg (1.01,11) Moa Nyblom (1.11,74) Emmy Hällkvist (58,32) Tindra Karjanmaa (57,36)  | Alma Strömberg (1.05,11) Sally Olsson (1.09,30) Sofia Åstedt (1.02,53) Thilda Häll (56,29)               | Alma Strömberg (1.05,11) Sally Olsson (1.09,30) Sofia Åstedt (1.02,53) Thilda Häll (56,29)               |

### Herrar
| Gren            | Guld                                                                                                 | Guld                                                                                                 | Silver                                                                                             | Silver                                                                                             | Brons                                                                                                 | Brons                                                                                                 |
| 50 m frisim     | Erik Falk 22,37                                                                                      | Stockholmspolisens IF                                                                                | Melker Rosengren 22,73                                                                             | Väsby SS                                                                                           | Markus Stahre 22,99                                                                                   | Linköpings Allmänna SS                                                                                |
| 100 m frisim    | Erik Falk 49,15                                                                                      | Stockholmspolisens IF                                                                                | Gustav Olsson 49,84                                                                                | Malmö KK                                                                                           | Markus Stahre 50,38                                                                                   | Linköpings Allmänna SS                                                                                |
| 200 m frisim    | Gustav Olsson 1.48,43                                                                                | Malmö KK                                                                                             | Tim Rogersson 1.49,64                                                                              | SK Neptun                                                                                          | Erik Falk 1.50,51                                                                                     | Stockholmspolisens IF                                                                                 |
| 400 m frisim    | Lucas Humling 3.55,20                                                                                | Linköpings Allmänna SS                                                                               | Tim Rogersson 3.56,44                                                                              | SK Neptun                                                                                          | Oscar Bjering 3.56,76                                                                                 | SK Laxen                                                                                              |
| 800 m frisim    | Lucas Humling 8.10,74                                                                                | Linköpings Allmänna SS                                                                               | William Barkehed 8.17,40                                                                           | Linköpings Allmänna SS                                                                             | Morris Martin 8.19,85                                                                                 | SK Neptun                                                                                             |
| 1 500 m frisim  | Lucas Humling 15.51,75                                                                               | Linköpings Allmänna SS                                                                               | Ted Wiker 15.54,32                                                                                 | Jönköpings SS                                                                                      | John Zetterqvist 15.55,63                                                                             | Järfälla S                                                                                            |
| 50 m fjärilsim  | Hugo Stenskepp 23,65                                                                                 | Malmö KK                                                                                             | Melker Rosengren 23,75                                                                             | Väsby SS                                                                                           | David Falk 24,29                                                                                      | SK Poseidon                                                                                           |
| 100 m fjärilsim | Hugo Stenskepp 53,34                                                                                 | Malmö KK                                                                                             | Melker Rosengren 53,87                                                                             | Väsby SS                                                                                           | David Falk 53,95                                                                                      | SK Poseidon                                                                                           |
| 200 m fjärilsim | Gustav Olsson 1.59,93                                                                                | Malmö KK                                                                                             | David Falk 2.03,35                                                                                 | SK Poseidon                                                                                        | Henrik Kraemer 2.03,36                                                                                | SK Elfsborg                                                                                           |
| 50 m ryggsim    | Noah Juhlin Fredriksson 25,57                                                                        | Täby Sim                                                                                             | Anton Witzell 25,61                                                                                | SK Sydsim                                                                                          | Melker Rosengren 25,67                                                                                | Väsby SS                                                                                              |
| 100 m ryggsim   | Anton Witzell 55,36                                                                                  | SK Sydsim                                                                                            | Adi Ramovic 55,39 Noah Juhlin Fredriksson 1.01,79                                                  | Upsala S Täby Sim                                                                                  | Ingen medaljör                                                                                        | Ingen medaljör                                                                                        |
| 200 m ryggsim   | Adi Ramovic 2.00,61                                                                                  | Upsala S                                                                                             | Lucas Sterling 2.01,60                                                                             | Västerås SS                                                                                        | Markus Stahre 2.03,02                                                                                 | Linköpings Allmänna SS                                                                                |
| 50 m bröstsim   | Axel Gladher 28,12 SR16                                                                              | Karlskrona SS                                                                                        | Alvin Välkki 28,16                                                                                 | Mölndals ASS                                                                                       | Hugo Swanson 28,27                                                                                    | Gävle SS                                                                                              |
| 100 m bröstsim  | August Eriksson 1.00,69                                                                              | Turebergs SK                                                                                         | Axel Gladher 1.01,70                                                                               | Karlskrona SS                                                                                      | Hjalmar Mueller 1.01,79                                                                               | SK Neptun                                                                                             |
| 200 m bröstsim  | Axel Gladher 2.12,76 SRU16                                                                           | Karlskrona SS                                                                                        | Hjalmar Mueller 2.13,42                                                                            | SK Neptun                                                                                          | August Eriksson 2.14,18                                                                               | Turebergs SK                                                                                          |
| 100 m medley    | Melker Rosengren 54,51 0NRJ0                                                                         | Väsby SS                                                                                             | August Eriksson 55,53                                                                              | Turebergs SK                                                                                       | Gustav Olsson 55,99                                                                                   | Malmö KK                                                                                              |
| 200 m medley    | August Eriksson 2.03,12                                                                              | Turebergs SK                                                                                         | Hugo Swanson 2.04,10                                                                               | Gävle SS                                                                                           | Anton Hegmegi 2.05,12                                                                                 | Jönköpings SS                                                                                         |
| 400 m medley    | Axel Gladher 4.25,69                                                                                 | Karlskrona SS                                                                                        | Mikael Söderberg 4.27,73                                                                           | Upsala S                                                                                           | August Eriksson 4.28,26                                                                               | Turebergs SK                                                                                          |
| 4×50 m frisim   | Malmö KK 1.32,51                                                                                     | Malmö KK 1.32,51                                                                                     | SK Neptun 1.33,26                                                                                  | SK Neptun 1.33,26                                                                                  | SK Poseidon 1.33,55                                                                                   | SK Poseidon 1.33,55                                                                                   |
| 4×50 m frisim   | Bill Beckman (23,67) Hugo Stenskepp (22,76) Hugo Lennartsson (23,19) Isaac Barrett (22,89)           | Bill Beckman (23,67) Hugo Stenskepp (22,76) Hugo Lennartsson (23,19) Isaac Barrett (22,89)           | Tim Rogersson (22,95) Jakob Rasmuson (23,33) Morris Martin (23,45) Albin Eriksson (23,53)          | Tim Rogersson (22,95) Jakob Rasmuson (23,33) Morris Martin (23,45) Albin Eriksson (23,53)          | Jonathan Palminger (24,24) David Falk (22,38) Levente Nagy (23,20) Arvid Nilsson (23,73)              | Jonathan Palminger (24,24) David Falk (22,38) Levente Nagy (23,20) Arvid Nilsson (23,73)              |
| 4×100 m frisim  | Malmö KK 3.21,91                                                                                     | Malmö KK 3.21,91                                                                                     | SK Neptun 3.22,72                                                                                  | SK Neptun 3.22,72                                                                                  | Linköpings Allmänna SS 3.22,82                                                                        | Linköpings Allmänna SS 3.22,82                                                                        |
| 4×100 m frisim  | Hugo Stenskepp (50,22) Gustav Olsson (49,09) Hugo Lennartsson (51,92) Isaac Barrett (50,68)          | Hugo Stenskepp (50,22) Gustav Olsson (49,09) Hugo Lennartsson (51,92) Isaac Barrett (50,68)          | Morris Martin (51,10) Jakob Rasmuson (51,43) Tim Rogersson (48,71) Hjalmar Mueller (51,48)         | Morris Martin (51,10) Jakob Rasmuson (51,43) Tim Rogersson (48,71) Hjalmar Mueller (51,48)         | Lucas Humling (51,77) William Barkehed (49,87) Henrik Lidström (51,97) Markus Stahre (49,21)          | Lucas Humling (51,77) William Barkehed (49,87) Henrik Lidström (51,97) Markus Stahre (49,21)          |
| 4×200 m frisim  | Linköpings Allmänna SS 7.25,35                                                                       | Linköpings Allmänna SS 7.25,35                                                                       | SK Neptun 7.30,99                                                                                  | SK Neptun 7.30,99                                                                                  | Helsingborgs S 7.38,78                                                                                | Helsingborgs S 7.38,78                                                                                |
| 4×200 m frisim  | William Barkehed (1.50,57) Henrik Lidström (1.52,81) Lucas Humling (1.51,04) Markus Stahre (1.50,93) | William Barkehed (1.50,57) Henrik Lidström (1.52,81) Lucas Humling (1.51,04) Markus Stahre (1.50,93) | Morris Martin (1.51,78) Jakob Rasmuson (1.57,33) Tim Rogersson (1.48,20) Hjalmar Mueller (1.53,68) | Morris Martin (1.51,78) Jakob Rasmuson (1.57,33) Tim Rogersson (1.48,20) Hjalmar Mueller (1.53,68) | Hilding Hallberg (1.54,61) Axel Auer (1.52,32) Alan Jovic (1.52,25) Axel Vaide (1.59,60)              | Hilding Hallberg (1.54,61) Axel Auer (1.52,32) Alan Jovic (1.52,25) Axel Vaide (1.59,60)              |
| 4×50 m medley   | Malmö KK 1.40,39                                                                                     | Malmö KK 1.40,39                                                                                     | SK Neptun 1.41,12                                                                                  | SK Neptun 1.41,12                                                                                  | SK Elfsborg 1.42,02                                                                                   | SK Elfsborg 1.42,02                                                                                   |
| 4×50 m medley   | Gustav Olsson (25,69) Hugo Stenskepp (27,83) Bill Beckman (24,01) Isaac Barrett (22,86)              | Gustav Olsson (25,69) Hugo Stenskepp (27,83) Bill Beckman (24,01) Isaac Barrett (22,86)              | Oliver Albinzon (26,23) Hjalmar Mueller (28,58) Albin Eriksson (24,11) Tim Rogersson (22,20)       | Oliver Albinzon (26,23) Hjalmar Mueller (28,58) Albin Eriksson (24,11) Tim Rogersson (22,20)       | Charlie Skoglund Macmillan (25,49) Kevin Söderqvist (28,60) Henrik Kraemer (23,78) Tim Nageus (24,15) | Charlie Skoglund Macmillan (25,49) Kevin Söderqvist (28,60) Henrik Kraemer (23,78) Tim Nageus (24,15) |
| 4×100 m medley  | Malmö KK 3.42,60                                                                                     | Malmö KK 3.42,60                                                                                     | SK Neptun 3.43,51                                                                                  | SK Neptun 3.43,51                                                                                  | SK Poseidon 3.45,44                                                                                   | SK Poseidon 3.45,44                                                                                   |
| 4×100 m medley  | Gustav Olsson (55,09) Hugo Stenskepp (1.02,57) Bill Beckman (54,55) Isaac Barrett (50,39)            | Gustav Olsson (55,09) Hugo Stenskepp (1.02,57) Bill Beckman (54,55) Isaac Barrett (50,39)            | Oliver Albinzon (56,14) Hjalmar Mueller (1.01,43) Emil Gunnarsson (56,65) Tim Rogersson (49,29)    | Oliver Albinzon (56,14) Hjalmar Mueller (1.01,43) Emil Gunnarsson (56,65) Tim Rogersson (49,29)    | Arvid Nilsson (57,37) Levente Nagy (1.02,86) David Falk (52,83) Fredrik Karlsson (52,38)              | Arvid Nilsson (57,37) Levente Nagy (1.02,86) David Falk (52,83) Fredrik Karlsson (52,38)              |

## Föreningar
| Nr | Nation                 | Guld | Silver | Brons | Totalt |
| -- | ---------------------- | ---- | ------ | ----- | ------ |
| 1  | Spårvägen SF           | 10   | 3      | 6     | 19     |
| 2  | Helsingborgs S         | 6    | 2      | 5     | 13     |
| 3  | Landskrona S           | 5    | 2      | 4     | 11     |
| 4  | SK Elfsborg            | 4    | 2      | 3     | 9      |
| 5  | SK Neptun              | 3    | 7      | 6     | 16     |
| 6  | Jönköpings SS          | 3    | 7      | 3     | 13     |
| 7  | Malmö KK               | 3    | 5      | 3     | 11     |
| 8  | Södertörns SS          | 3    | 2      | 2     | 7      |
| 9  | Falu SS                | 3    | 1      | 0     | 4      |
| 10 | SK Poseidon            | 2    | 2      | 2     | 6      |
| 11 | Kungsbacka SS          | 2    | 1      | 0     | 3      |
| 12 | Linköpings Allmänna SS | 1    | 4      | 4     | 9      |
| 13 | Kristianstads SLS      | 1    | 1      | 1     | 3      |
| 14 | Täby Sim               | 0    | 1      | 2     | 3      |
| 15 | Väsby SS               | 0    | 1      | 1     | 2      |
| 15 | Stockholmspolisens IF  | 0    | 1      | 1     | 2      |
| 17 | SK Laxen               | 0    | 1      | 0     | 1      |
| 17 | Upsala S               | 0    | 1      | 0     | 1      |
| 17 | Karlskrona SS          | 0    | 1      | 0     | 1      |
| 17 | Solna Sundbyberg SS 04 | 0    | 1      | 0     | 1      |
| 21 | Västerås SS            | 0    | 0      | 2     | 2      |
| 22 | Njurunda SS            | 0    | 0      | 1     | 1      |

| Nr | Nation                 | Guld | Silver | Brons | Totalt |
| -- | ---------------------- | ---- | ------ | ----- | ------ |
| 1  | SK Elfsborg            | 9    | 1      | 3     | 13     |
| 2  | Malmö KK               | 8    | 2      | 5     | 15     |
| 3  | Jönköpings SS          | 5    | 5      | 5     | 15     |
| 4  | Täby Sim               | 4    | 8      | 1     | 13     |
| 5  | Linköpings Allmänna SS | 4    | 2      | 6     | 12     |
| 6  | Södertörns SS          | 4    | 1      | 0     | 5      |
| 7  | Karlskrona SS          | 3    | 1      | 0     | 4      |
| 8  | Turebergs SK           | 2    | 1      | 2     | 5      |
| 9  | Stockholmspolisens IF  | 2    | 0      | 1     | 3      |
| 10 | SK Neptun              | 1    | 11     | 6     | 18     |
| 11 | Väsby SS               | 1    | 3      | 1     | 5      |
| 12 | Kristianstads SLS      | 1    | 2      | 0     | 3      |
| 12 | Upsala S               | 1    | 2      | 0     | 3      |
| 14 | SK Sydsim              | 1    | 1      | 0     | 2      |
| 15 | Solna Sundbyberg SS 04 | 1    | 0      | 2     | 3      |
| 16 | Västerås SS            | 0    | 3      | 2     | 5      |
| 17 | SK Poseidon            | 0    | 1      | 5     | 6      |
| 18 | Gävle SS               | 0    | 1      | 1     | 2      |
| 19 | Mölndals ASS           | 0    | 1      | 0     | 1      |
| 20 | Luleå SS               | 0    | 0      | 1     | 1      |
| 20 | SK Laxen               | 0    | 0      | 1     | 1      |
| 20 | Helsingborgs S         | 0    | 0      | 1     | 1      |
| 20 | Spårvägen S            | 0    | 0      | 1     | 1      |
| 20 | Järfälla S             | 0    | 0      | 1     | 1      |

| Placering | Förening               | Poäng |
| --------- | ---------------------- | ----- |
| 1         | SK Neptun              | 1 581 |
| 2         | Linköpings Allmänna SS | 1 434 |
| 3         | Spårvägen SF           | 1 329 |
| 4         | Helsingborgs S         | 1 125 |
| 5         | Malmö KK               | 1 041 |
| 6         | Jönköpings SS          | 1017  |
| 7         | SK Poseidon            | 765   |
| 8         | Landskrona S           | 663   |
| 9         | SK Elfsborg            | 585   |
| 10        | Väsby SS               | 483   |
| 11        | Södertörns SS          | 408   |
| 12        | Täby Sim               | 369   |
| 13        | Stockholmspolisens IF  | 345   |
| 14        | Njurunda SS            | 255   |
| 15        | Falu SS                | 210   |
| 16        | Kristianstads SLS      | 207   |
| 17        | Solna Sundbyberg SS 04 | 183   |
| 18        | Mölndals ASS           | 168   |
| 19        | Kungsbacka SS          | 153   |
| 20        | Västerås SS            | 150   |
| 21        | Upsala S               | 144   |
| 22        | SK Laxen               | 108   |
| 23        | SK Sydsim              | 75    |
| 24        | Karlskrona SS          | 63    |
| 24        | Södertälje SS          | 63    |
| 26        | Vansbro AIK            | 54    |
| 27        | Göteborg Sim           | 51    |
| 27        | Uddevalla Sim          | 51    |
| 29        | Luleå SS               | 48    |
| 29        | Järfälla S             | 48    |
| 31        | Turebergs SK           | 36    |
| 32        | Växjö SS               | 33    |
| 33        | Umeå SS                | 30    |
| 33        | Gävle SS               | 30    |
| 33        | Danderyd Sim           | 30    |
| 36        | Skuru IK               | 24    |
| 37        | Karlstads SS           | 21    |
| 38        | Stockholms KK          | 15    |
| 39        | Sjöbo SS               | 12    |
| 39        | Örebro Simallians      | 12    |
| 41        | Skövde SS              | 9     |
| 42        | Norrköpings KK         | 6     |
| 42        | Luleå SS/Umeå SS       | 6     |
| 42        | Ringsjö SK/SK Sydsim   | 6     |
| 45        | Lidingö SK             | 3     |

| Placering | Förening               | Poäng |
| --------- | ---------------------- | ----- |
| 1         | SK Neptun              | 864   |
| 2         | Jönköpings SS          | 790   |
| 3         | Malmö KK               | 782   |
| 4         | SK Elfsborg            | 668   |
| 5         | Väsby SS               | 638   |
| 6         | Linköpings Allmänna SS | 630   |
| 7         | Täby Sim               | 488   |
| 8         | Helsingborgs S         | 426   |
| 9         | SK Poseidon            | 414   |
| 10        | Kristianstads SLS      | 324   |
| 11        | Spårvägen SF           | 276   |
| 12        | Mölndals ASS           | 210   |
| 13        | Solna Sundbyberg SS 04 | 174   |
| 14        | Södertörns SS          | 166   |
| 15        | SK Laxen               | 158   |
| 16        | Upsala S               | 156   |
| 17        | Västerås SS            | 154   |
| 18        | Njurunda SS            | 140   |
| 19        | Stockholmspolisens IF  | 132   |
| 20        | Karlskrona SS          | 122   |
| 21        | Uddevalla Sim          | 114   |
| 22        | SK Sydsim              | 90    |
| 23        | Karlstads SS           | 78    |
| 24        | Kungsbacka SS          | 76    |
| 25        | Göteborg Sim           | 70    |
| 25        | Gävle SS               | 70    |
| 27        | Vansbro AIK            | 64    |
| 27        | Luleå SS               | 64    |
| 29        | Turebergs SK           | 62    |
| 30        | Järfälla S             | 48    |
| 31        | Växjö SS               | 40    |
| 32        | Sjöbo SS               | 38    |
| 32        | Umeå SS                | 38    |
| 34        | Stockholms KK          | 36    |
| 35        | Södertälje SS          | 34    |
| 36        | Luleå SS/Umeå SS       | 32    |
| 37        | Landskrona S           | 28    |
| 37        | Ringsjö SK/SK Sydsim   | 28    |
| 39        | Falu SS                | 24    |
| 40        | Sundsvalls SS          | 22    |
| 41        | Motala SS              | 20    |
| 41        | Harnäs Skutskär SS     | 20    |
| 43        | Skövde SS              | 18    |
| 43        | Tyresö SS              | 18    |
| 43        | Wisby SS               | 18    |
| 43        | Ringsjö SK             | 18    |
| 47        | SK Triton              | 16    |
| 48        | Varbergs Sim           | 14    |
| 48        | SK Hajen               | 14    |
| 50        | Lidingö SK             | 10    |
| 51        | Kalmar SS              | 8     |
| 51        | Finspångs SK           | 8     |
| 53        | Falköpings SS          | 6     |
| 53        | Örebro Simallians      | 6     |
| 53        | Värnamo SS             | 6     |
| 56        | Eskilstuna SK          | 4     |
| 57        | SK Ran                 | 2     |